# Шитовское озеро
Ши́товское — озеро в городском округе Верхняя Пышма Свердловской области России, в 15 километрах к северу от города Верхней Пышмы. Иногда принимается за исток реки Исети.
Озеро вытянуто примерно на 7 км с северо-востока на юго-запад.
На озере много островов, из них крупные: Травяной (самый крупный), Репной, Арамильский, Скомино. Берега плоские и преимущественно заболоченные, покрыты смешанным лесом. С запада к озеру примыкает одноимённое болото. Западный берег гористый. На севере в озеро впадает речка Бобровка, вытекающая из Кедрового болота. В районе южного берега из озера вытекает Шитовской исток. На восточном берегу расположены лагеря отдыха, дом рыбаков и охотников, ферма, а также лодочная станция. Для охраны озера установлена водоохранная зона.
Рыбные ресурсы: окунь, лещ, карась, щука, ёрш.
Добраться до озера можно по дороге от Балтыма до посёлка Красный Адуй, далее налево до озера.
Продолговатое, вытянутое с юго-запада на северо-восток, оно со всех сторон обложено несметным лесным войском. Здесь близость гор не чувствуется так резко, как на Исетском озере. Громады водораздельного хребта теснятся в отдалении, словно не решаясь приблизиться к берегам. Но тайга, спустившись по горным склонам, рассыпается в хаотическом беспорядке по огромной, местами заболоченной равнине. Сосны, еди и березы пробираются сквозь хлёсткие ветви осинников и ольхи, нестройными спутанными рядами забегают далеко вперед к озеру. Некоторые из деревьев не в силах преодолеть болота, расположенного к северу от озера, и стоят среди мягких травянистых кочек, пушистых вейников и пламенеющих пятен клюквенников. Другие вплотную подступают к озеру. Леса окружают его, склоняясь к зеленоватым водам. На восточном, более возвышенном берегу и полуострове Арамильском, острым каменистым клином врезающимся в озеро, высятся могучие сосны. Места эти особенно красивы и примечательны.